# Diamond DA50
Diamond DA50 —  одномоторный лёгкий многоцелевой самолёт.

## Описание
Разработка австрийской компании Diamond Aircraft Industries. Первый полёт совершил в 2007 году. Серийный выпуск начался с 2010 года. Собран по большей части из композитных материалов.
Часто используется для начальных тренировок лётчиков. Салон при необходимости вмещает двое носилок.
В 2008 году Diamond Aircraft Industries представила модификацию DA50, оснащённую дизельным двигателем Austro Engine AE 300 мощностью 170 л.с. — DA50 Magnum.

## Лётно-технические характеристики
- Модификация: DA-50 Superstar
- Размах крыла: 11.68 м
- Длина самолёта: 8.81 м
- Высота самолёта: 2.21 м
- Площадь крыла: 13.70 м²
- Масса	 
  - пустого самолёта: 998 кг
  - максимальная взлётная: 1615 кг
- Тип двигателя: 1 ПД Teledyne Continental TSIOF-550J или Ивченко АИ-450
- Мощность: 1 х 350 л.с.
- Максимальная скорость: 420 км/ч
- Крейсерская скорость: 370 км/ч
- Экипаж: 1 человек
- Полезная нагрузка: 4 пассажира